# UAE Tour 2021
L'UAE Tour 2021, terza edizione della corsa ciclistica, si svolse in sette tappe dal 21 al 27 febbraio 2021 su un percorso di 1 041 km, con partenza da Al Dhafra e arrivo ad Abu Dhabi, negli Emirati Arabi Uniti. Era valido per l'UCI World Tour 2021 come gara di classe 2.UWT e ha costituito la prima prova del calendario a seguito dell'annullamento per la pandemia di COVID-19 delle due competizioni inizialmente previste in gennaio in Australia. La vittoria fu appannaggio dello sloveno Tadej Pogačar, che ha completato il percorso in 24h00'28", precedendo il britannico Adam Yates e il portoghese João Almeida.
Al traguardo di Abu Dhabi 125 ciclisti, su 139 partiti da Al Dhafra, hanno portato a termine la competizione.

## Tappe
| Tappa  | Data        | Percorso                                                      | km    | Vincitore di tappa   | Leader cl. generale  |
| ------ | ----------- | ------------------------------------------------------------- | ----- | -------------------- | -------------------- |
| 1ª     | 21 febbraio | Al Dhafra Castle > Al Mirfa                                   | 176   | Mathieu van der Poel | Mathieu van der Poel |
| 2ª     | 22 febbraio | Al Hudayriat Island > Al Hudayriat Island (cron. individuale) | 13    | Filippo Ganna        | Tadej Pogačar        |
| 3ª     | 23 febbraio | Strata Manufactoring > Jebel Hafeet                           | 166   | Tadej Pogačar        | Tadej Pogačar        |
| 4ª     | 24 febbraio | Al Marjan Island > Al Marjan Island                           | 204   | Sam Bennett          | Tadej Pogačar        |
| 5ª     | 25 febbraio | Fujaira Marine Club > Jebel Jais                              | 170   | Jonas Vingegaard     | Tadej Pogačar        |
| 6ª     | 26 febbraio | Deira Island > Palm Jumeirah                                  | 165   | Sam Bennett          | Tadej Pogačar        |
| 7ª     | 27 febbraio | Yas Mall > Abu Dhabi                                          | 147   | Caleb Ewan           | Tadej Pogačar        |
| Totale | Totale      | Totale                                                        | 1 041 |                      |                      |

## Squadre e corridori partecipanti
| N.    | Cod. | Squadra               |
| ----- | ---- | --------------------- |
| 1-7   | UAD  | UAE Team Emirates     |
| 11-17 | IGD  | Ineos Grenadiers      |
| 21-27 | ACT  | AG2R Citroën Team     |
| 31-37 | AFC  | Alpecin-Fenix         |
| 41-47 | AST  | Astana-Premier Tech   |
| 51-57 | TBV  | Bahrain Victorious    |
| 61-67 | BOH  | Bora-Hansgrohe        |
| 71-76 | COF  | Cofidis               |
| 81-87 | DQT  | Deceuninck-Quick Step |
| 91-97 | EFN  | EF Education-Nippo    |

| N.      | Cod. | Squadra                  |
| ------- | ---- | ------------------------ |
| 101-107 | GFC  | Groupama-FDJ             |
| 111-117 | IWG  | Intermarché-Wanty-Gobert |
| 121-127 | ISN  | Israel Start-Up Nation   |
| 131-137 | TJV  | Jumbo-Visma              |
| 141-147 | LTS  | Lotto Soudal             |
| 151-157 | MOV  | Movistar Team            |
| 161-167 | BEX  | Team BikeExchange        |
| 171-177 | DSM  | Team DSM                 |
| 181-187 | TQA  | Team Qhubeka Assos       |
| 191-197 | TFS  | Trek-Segafredo           |

## Dettagli delle tappe

### 1ª tappa
- 21 febbraio: Al Dhafra Castle > Al Mirfa – 176 km

Risultati
| Pos. | Corridore       | Squadra    | Tempo    |
| ---- | --------------- | ---------- | -------- |
| 1    | M. van der Poel | Alpecin    | 3h45'47" |
| 2    | David Dekker    | Jumbo      | s.t.     |
| 3    | Michael Mørkøv  | Deceuninck | s.t.     |

| Pos. | Corridore       | Squadra    | Tempo    |
| ---- | --------------- | ---------- | -------- |
| 1    | M. van der Poel | Alpecin    | 3h45'37" |
| 2    | David Dekker    | Jumbo      | a 4"     |
| 3    | Michael Mørkøv  | Deceuninck | a 6"     |

### 2ª tappa
- 22 febbraio: Al Hudayriat Island > Al Hudayriat Island – Cronometro individuale - 13 km

Risultati
| Pos. | Corridore        | Squadra | Tempo  |
| ---- | ---------------- | ------- | ------ |
| 1    | Filippo Ganna    | Ineos   | 13'56" |
| 2    | Stefan Bissegger | EF      | a 14"  |
| 3    | Mikkel Bjerg     | UAE     | a 21"  |

| Pos. | Corridore       | Squadra    | Tempo    |
| ---- | --------------- | ---------- | -------- |
| 1    | Tadej Pogačar   | UAE        | 4h00'05" |
| 2    | João Almeida    | Deceuninck | a 5"     |
| 3    | Mattia Cattaneo | Deceuninck | a 18"    |

### 3ª tappa
- 23 febbraio: Strata Manufactoring > Jebel Hafeet - 166 km

Risultati
| Pos. | Corridore      | Squadra | Tempo    |
| ---- | -------------- | ------- | -------- |
| 1    | Tadej Pogačar  | UAE     | 3h58'35" |
| 2    | Adam Yates     | Ineos   | s.t.     |
| 3    | Sergio Higuita | EF      | a 48"    |

| Pos. | Corridore     | Squadra    | Tempo    |
| ---- | ------------- | ---------- | -------- |
| 1    | Tadej Pogačar | UAE        | 7h58'30" |
| 2    | Adam Yates    | Ineos      | a 43"    |
| 3    | João Almeida  | Deceuninck | a 1'03"  |

### 4ª tappa
- 24 febbraio: Al Marjan Island > Al Marjan Island - 204 km

Risultati
| Pos. | Corridore    | Squadra    | Tempo    |
| ---- | ------------ | ---------- | -------- |
| 1    | Sam Bennett  | Deceuninck | 4h51'51" |
| 2    | David Dekker | Jumbo      | s.t.     |
| 3    | Caleb Ewan   | Lotto      | s.t.     |

| Pos. | Corridore     | Squadra    | Tempo     |
| ---- | ------------- | ---------- | --------- |
| 1    | Tadej Pogačar | UAE        | 12h50'21" |
| 2    | Adam Yates    | Ineos      | a 43"     |
| 3    | João Almeida  | Deceuninck | a 1'03"   |

### 5ª tappa
- 25 febbraio: Fujaira Marine Club > Jebel Jais - 170 km

Risultati
| Pos. | Corridore        | Squadra | Tempo    |
| ---- | ---------------- | ------- | -------- |
| 1    | Jonas Vingegaard | Jumbo   | 4h19'08" |
| 2    | Tadej Pogačar    | UAE     | a 3"     |
| 3    | Adam Yates       | Ineos   | s.t.     |

| Pos. | Corridore     | Squadra    | Tempo     |
| ---- | ------------- | ---------- | --------- |
| 1    | Tadej Pogačar | UAE        | 17h09'26" |
| 2    | Adam Yates    | Ineos      | a 45"     |
| 3    | João Almeida  | Deceuninck | a 1'12"   |

### 6ª tappa
- 26 febbraio: Deira Island > Palm Jumeirah - 165 km

Risultati
| Pos. | Corridore        | Squadra    | Tempo    |
| ---- | ---------------- | ---------- | -------- |
| 1    | Sam Bennett      | Deceuninck | 3h32'23" |
| 2    | Elia Viviani     | Cofidis    | s.t.     |
| 3    | Pascal Ackermann | Bora       | s.t.     |

| Pos. | Corridore     | Squadra    | Tempo     |
| ---- | ------------- | ---------- | --------- |
| 1    | Tadej Pogačar | UAE        | 20h41'59" |
| 2    | Adam Yates    | Ineos      | a 35"     |
| 3    | João Almeida  | Deceuninck | a 1'02"   |

In seguito ad un cambio all'americana, il leader della classifica generale Tadej Pogačar e il compagno di squadra Jan Polanc sono stati penalizzati di 10" ciascuno.

### 7ª tappa
- 27 febbraio: Yas Mall > Abu Dhabi - 147 km

Risultati
| Pos. | Corridore    | Squadra    | Tempo    |
| ---- | ------------ | ---------- | -------- |
| 1    | Caleb Ewan   | Lotto      | 3h18'29" |
| 2    | Sam Bennett  | Deceuninck | s.t.     |
| 3    | Phil Bauhaus | Bahrain    | s.t.     |

| Pos. | Corridore     | Squadra    | Tempo     |
| ---- | ------------- | ---------- | --------- |
| 1    | Tadej Pogačar | UAE        | 24h00'28" |
| 2    | Adam Yates    | Ineos      | a 35"     |
| 3    | João Almeida  | Deceuninck | a 1'02"   |

## Evoluzione delle classifiche
| Tappa              | Vincitore            | Classifica generale Maglia rossa | Classifica a punti Maglia verde | Classifica sprint intermedi Maglia nera | Classifica giovani Maglia bianca | Classifica a squadre  |
| ------------------ | -------------------- | -------------------------------- | ------------------------------- | --------------------------------------- | -------------------------------- | --------------------- |
| 1ª                 | Mathieu van der Poel | Mathieu van der Poel             | Mathieu van der Poel            | João Almeida                            | David Dekker                     | Deceuninck-Quick Step |
| 2ª                 | Filippo Ganna        | Tadej Pogačar                    | João Almeida                    | João Almeida                            | Tadej Pogačar                    | UAE Team Emirates     |
| 3ª                 | Tadej Pogačar        | Tadej Pogačar                    | Tadej Pogačar                   | João Almeida                            | Tadej Pogačar                    | UAE Team Emirates     |
| 4ª                 | Sam Bennett          | Tadej Pogačar                    | David Dekker                    | Tony Gallopin                           | Tadej Pogačar                    | UAE Team Emirates     |
| 5ª                 | Jonas Vingegaard     | Tadej Pogačar                    | Tadej Pogačar                   | Thomas De Gendt                         | Tadej Pogačar                    | UAE Team Emirates     |
| 6ª                 | Sam Bennett          | Tadej Pogačar                    | David Dekker                    | Tony Gallopin                           | Tadej Pogačar                    | UAE Team Emirates     |
| 7ª                 | Caleb Ewan           | Tadej Pogačar                    | David Dekker                    | Tony Gallopin                           | Tadej Pogačar                    | UAE Team Emirates     |
| Classifiche finali | Classifiche finali   | Tadej Pogačar                    | David Dekker                    | Tony Gallopin                           | Tadej Pogačar                    | UAE Team Emirates     |

Maglie indossate da altri ciclisti in caso di due o più maglie vinte
- Nella 2ª tappa Mathieu van der Poel avrebbe dovuto indossare la maglia rossa di leader della classifica generale, ma a poche ore dal via della cronometro l'atleta, insieme a tutta la formazione dell'Alpecin-Fenix, è stato costretto al ritiro precauzionale a seguito di un test rapido per la rilevazione di COVID-19 risultato positivo di un membro dello staff del team. Per questo motivo, durante la cronometro la maglia rossa è stata indossata da David Dekker.
- Nella 2ª tappa Michael Mørkøv ha indossato la maglia verde al posto di David Dekker e Tadej Pogačar ha indossato quella bianca al posto di David Dekker.
- Nella 3ª e 4ª tappa Neilson Powless ha indossato la maglia bianca al posto di Tadej Pogačar.
- Nella 3ª tappa Mattia Cattaneo ha indossato la maglia nera al posto di João Almeida.
- Nella 4ª tappa Filippo Ganna ha indossato la maglia verde al posto di Tadej Pogačar.
- Dalla 5ª alla 7ª tappa João Almeida ha indossato la maglia bianca al posto di Tadej Pogačar.
- Nella 6ª tappa David Dekker ha indossato la maglia verde al posto di Tadej Pogačar.

## Classifiche finali

### Classifica generale - Maglia rossa
| Pos. | Corridore       | Squadra    | Tempo     |
| ---- | --------------- | ---------- | --------- |
| 1    | Tadej Pogačar   | UAE        | 24h00'28" |
| 2    | Adam Yates      | Ineos      | a 35"     |
| 3    | João Almeida    | Deceuninck | a 1'02"   |
| 4    | Chris Harper    | Jumbo      | a 1'42"   |
| 5    | Neilson Powless | EF         | a 1'45"   |
| 6    | M. S. Jensen    | Trek       | a 2'37"   |
| 7    | Damiano Caruso  | Bahrain    | a 2'39"   |
| 8    | Mattia Cattaneo | Deceuninck | a 3'53"   |
| 9    | Rubén Fernández | Cofidis    | a 4'13"   |
| 10   | Fausto Masnada  | Deceuninck | a 6'30"   |

### Classifica a punti - Maglia verde
| Pos. | Corridore     | Squadra    | Punti |
| ---- | ------------- | ---------- | ----- |
| 1    | David Dekker  | Jumbo      | 66    |
| 2    | Sam Bennett   | Deceuninck | 56    |
| 3    | Tadej Pogačar | UAE        | 51    |
| 4    | João Almeida  | Deceuninck | 35    |
| 5    | Tony Gallopin | AG2R       | 33    |

### Classifica sprint intermedi - Maglia nera
| Pos. | Corridore       | Squadra    | Punti |
| ---- | --------------- | ---------- | ----- |
| 1    | Tony Gallopin   | AG2R       | 33    |
| 2    | David Dekker    | Jumbo      | 25    |
| 3    | Thomas De Gendt | Lotto      | 18    |
| 4    | João Almeida    | Deceuninck | 16    |
| 5    | Omer Goldstein  | Israel     | 10    |

### Classifica giovani - Maglia bianca
| Pos. | Corridore       | Squadra    | Tempo     |
| ---- | --------------- | ---------- | --------- |
| 1    | Tadej Pogačar   | UAE        | 24h00'28" |
| 2    | João Almeida    | Deceuninck | a 1'02"   |
| 3    | Neilson Powless | EF         | a 1'45"   |
| 4    | M. S. Jensen    | Trek       | a 2'37"   |
| 5    | Sergio Higuita  | EF         | a 9'47"   |

### Classifica a squadre
| Pos. | Squadra               | Tempo     |
| ---- | --------------------- | --------- |
| 1    | UAE Team Emirates     | 72h07'44" |
| 2    | Deceuninck-Quick Step | a 5'10"   |
| 3    | Jumbo-Visma           | a 11'01"  |
| 4    | Cofidis               | a 16'28"  |
| 5    | EF Education-Nippo    | a 17'25"  |